# Емил Станчев (инженер)
Емил Стоянов Станчев е български учен, два мандата ректор на Техническия университет във Варна.

## Биография
Емил Станчев е роден на 13 март 1930 г. в с. Одърне, Плевенско. След завършване на средно образование постъпва във Висшия машинно-електротехническия институт (ВМЕИ, сега Технически университет) в София. След завършване на III курс през 1951 г. се прехвърля във Висшето народно военноморско училище „Н. Й. Вапцаров“. Завършва го с отличен успех през 1953 г. и след това е назначен за преподавател там. През дългогодишната си преподавателска дейност (до 1979 г.) той преподава машинно чертане, съпротивление на материалите, термодинамика, теоретични основи на топлотехниката, теория и устройство на кораба, хидродинамика, технология на металите, теория на машините и механизмите, динамика на корабните двигатели. През 1960 г. Станчев завършва задочно ВМЕИ, София по специалност „Двигатели с вътрешно горене“.
От 1969 г. до 1979 г. Станчев е заместник-началник по учебната и научната част на Военноморското училище. През есента на 1979 г. капитан I ранг проф. д.т.н. Емил Станчев преминава в запаса. От 15 октомври 1979 г. до своята внезапна кончина на 25 януари 1985 г. е ректор на Техническия университет във Варна.

## Научна и творческа дейност
Професор Станчев има също 83 броя научни публикации на български, руски, английски и немски език, самостоятелно и в съавторство.

## Признание
- Барелеф в Алеята на преподавателя във Военноморското училище във Варна;
- Улица „Професор Емил Станчев“ във Варна;
- Лекционна зала „Емил Станчев“ в Технически университет – Варна;
- Заслужил деятел на науката (1983).